# Giải vô địch bóng đá nữ thế giới 2023 (Bảng C)
Bảng C của giải vô địch bóng đá nữ thế giới 2023 sẽ diễn ra từ ngày 21 đến ngày 31 tháng 7 năm 2023. Bảng này bao gồm Tây Ban Nha, Costa Rica, Zambia và Nhật Bản. Hai đội tuyển đứng đầu sẽ giành quyền vào vòng 16 đội.

## Các đội tuyển
| Vị trí bốc thăm | Đội tuyển   | Nhóm hạt giống | Liên đoàn | Tư cách vòng loại                             | Ngày vượt qua vòng loại | Tham dự chung kết | Tham dự cuối cùng | Thành tích tốt nhất lần trước | Bảng xếp hạng FIFA | Bảng xếp hạng FIFA |
| Vị trí bốc thăm | Đội tuyển   | Nhóm hạt giống | Liên đoàn | Tư cách vòng loại                             | Ngày vượt qua vòng loại | Tham dự chung kết | Tham dự cuối cùng | Thành tích tốt nhất lần trước | Tháng 10 năm 2022  | Tháng 6 năm 2023   |
| --------------- | ----------- | -------------- | --------- | --------------------------------------------- | ----------------------- | ----------------- | ----------------- | ----------------------------- | ------------------ | ------------------ |
| C1              | Tây Ban Nha | 1              | UEFA      | Nhất Bảng B vòng loại UEFA                    | 12 tháng 4 năm 2022     | Lần thứ 3         | 2019              | Vòng 16 đội (2019)            | 6                  | 6                  |
| C2              | Costa Rica  | 3              | CONCACAF  | Hạng tư Giải vô địch bóng đá nữ CONCACAF 2022 | 8 tháng 7 năm 2022      | Lần thứ 2         | 2015              | Vòng bảng (2015)              | 37                 | 36                 |
| C3              | Zambia      | 4              | CAF       | Hạng ba Cúp bóng đá nữ châu Phi 2022          | 13 tháng 7 năm 2022     | Lần đầu           | —                 | —                             | 81                 | 77                 |
| C3              | Nhật Bản    | 2              | AFC       | Bán kết Cúp bóng đá nữ châu Á 2022            | 30 tháng 1 năm 2022     | Lần thứ 9         | 2019              | Vô địch (2011)                | 11                 | 11                 |

Ghi chú
1. ↑  Bảng xếp hạng vào Tháng 10 năm 2022 sẽ được sử dụng làm hạt giống cho buổi lễ bốc thăm.

## Bảng xếp hạng
| VT | Đội         | ST | T | H | B | BT | BB | HS  | Đ | Giành quyền tham dự                 |
| -- | ----------- | -- | - | - | - | -- | -- | --- | - | ----------------------------------- |
| 1  | Nhật Bản    | 3  | 3 | 0 | 0 | 11 | 0  | +11 | 9 | Đi tiếp vào vòng đấu loại trực tiếp |
| 2  | Tây Ban Nha | 3  | 2 | 0 | 1 | 8  | 4  | +4  | 6 | Đi tiếp vào vòng đấu loại trực tiếp |
| 3  | Zambia      | 3  | 1 | 0 | 2 | 3  | 11 | −8  | 3 |                                     |
| 4  | Costa Rica  | 3  | 0 | 0 | 3 | 1  | 8  | −7  | 0 |                                     |

Ở vòng 16 đội:
- Đội nhất bảng C sẽ đấu với đội nhì bảng A.
- Đội nhì bảng C sẽ đấu với đội nhất bảng A.

## Các trận đấu
Tất cả trận đấu được liệt kê theo giờ địa phương, NZST (UTC+12).

### Tây Ban Nha vs Costa Rica
| Tây Ban Nha                                       | 3–0      | Costa Rica |
| ------------------------------------------------- | -------- | ---------- |
| - Del Campo 21' (l.n.) - Bonmatí 23' - Esther 27' | Chi tiết |            |

| Tây Ban Nha | Costa Rica |

| GK               | 1  | Misa Rodríguez       |     |     |
| RB               | 2  | Ona Batlle           | 88' |     |
| CB               | 4  | Irene Paredes        |     |     |
| CB               | 5  | Ivana Andrés (c)     |     |     |
| LB               | 19 | Olga Carmona         |     |     |
| CM               | 6  | Aitana Bonmatí       |     |     |
| CM               | 3  | Teresa Abelleira     | 77' |     |
| RW               | 22 | Athenea del Castillo | 63' |     |
| AM               | 10 | Jennifer Hermoso     |     |     |
| LW               | 18 | Salma Paralluelo     | 77' |     |
| CF               | 9  | Esther González      | 63' |     |
| Thay người:      |    |                      |     |     |
| FW               | 8  | Mariona Caldentey    |     | 63' |
| FW               | 17 | Alba Redondo         |     | 63' |
| MF               | 21 | Claudia Zornoza      |     | 77' |
| MF               | 11 | Alexia Putellas      |     | 77' |
| DF               | 12 | Oihane Hernandez     |     | 88' |
| Huấn luyện viên: |    |                      |     |     |
| Jorge Vilda      |    |                      |     |     |

| GK               | 23 | Daniela Solera         |     |     |
| CB               | 20 | Fabiola Villalobos     |     |     |
| CB               | 4  | Mariana Benavides      |     |     |
| CB               | 5  | Valeria del Campo      |     |     |
| RM               | 3  | María Coto             |     |     |
| CM               | 16 | Katherine Alvarado (c) |     |     |
| CM               | 10 | Gloriana Villalobos    | 73' |     |
| LM               | 12 | María Paula Elizondo   | 58' |     |
| RF               | 7  | Melissa Herrera        |     |     |
| CF               | 9  | María Paula Salas      | 73' |     |
| LF               | 14 | Priscila Chinchilla    |     |     |
| Thay người:      |    |                        |     |     |
| MF               | 15 | Cristin Granados       |     | 58' |
| MF               | 19 | Alexandra Pinell       |     | 73' |
| MF               | 21 | Sheika Scott           |     | 73' |
| Huấn luyện viên: |    |                        |     |     |
| Amelia Valverde  |    |                        |     |     |

| Cầu thủ xuất sắc của trận đấu: Aitana Bonmatí (Tây Ban Nha) Trợ lý trọng tài: Ramina Tsoi (Kyrgyzstan) Xie Lijun (Trung Quốc) Trọng tài thứ tư: Kim Yu-jeong (Hàn Quốc) Trọng tài video: Marco Fritz (Đức) Trợ lý trọng tài video: Armando Villarreal (Hoa Kỳ) Trợ lý trọng tài video (việt vị): Sian Massey-Ellis (Anh) |

### Zambia vs Nhật Bản
| Zambia | 0–5      | Nhật Bản                                                        |
| ------ | -------- | --------------------------------------------------------------- |
|        | Chi tiết | - Hinata 43', 62' - Tanaka 55' - Endo 71' - Ueki 90+11' (ph.đ.) |

| Zambia | Nhật Bản |

| GK               | 1  | Catherine Musonda  | 51' 90+7' |           |
| RB               | 8  | Margaret Belemu    |           |           |
| CB               | 15 | Agness Musase      |           |           |
| CB               | 3  | Lushomo Mweemba    |           | 82'       |
| LB               | 13 | Martha Tembo       |           |           |
| DM               | 4  | Susan Banda        |           |           |
| RM               | 17 | Racheal Kundananji |           |           |
| CM               | 14 | Ireen Lungu        |           | 72'       |
| CM               | 12 | Evarine Katongo    |           |           |
| LM               | 19 | Siomala Mapepa     |           | 72'       |
| CF               | 11 | Barbra Banda (c)   |           |           |
| Thay người:      |    |                    |           |           |
| FW               | 7  | Lubandji Ochumba   |           | 72'       |
| MF               | 21 | Avell Chitundu     |           | 72' 90+9' |
| DF               | 23 | Vast Phiri         |           | 82'       |
| GK               | 18 | Eunice Sakala      |           | 90+9'     |
| Huấn luyện viên: |    |                    |           |           |
| Bruce Mwape      |    |                    |           |           |

| GK               | 1  | Yamashita Ayaka  |  |       |
| CB               | 23 | Rion Ishikawa    |  |       |
| CB               | 4  | Kumagai Saki (c) |  |       |
| CB               | 3  | Minami Moeka     |  |       |
| RM               | 2  | Shimizu Risa     |  |       |
| CM               | 14 | Hasegawa Yui     |  |       |
| CM               | 10 | Nagano Fuka      |  |       |
| LM               | 13 | Endo Jun         |  | 77'   |
| AM               | 15 | Fujino Aoba      |  | 77'   |
| AM               | 7  | Miyazawa Hinata  |  | 90+3' |
| CF               | 11 | Tanaka Mina      |  | 66'   |
| Thay người:      |    |                  |  |       |
| FW               | 9  | Ueki Riko        |  | 66'   |
| MF               | 8  | Naomoto Hikaru   |  | 77'   |
| DF               | 17 | Seike Kiko       |  | 77'   |
| FW               | 22 | Chiba Remina     |  | 90+3' |
| Huấn luyện viên: |    |                  |  |       |
| Ikeda Futoshi    |    |                  |  |       |

| Cầu thủ xuất sắc của trận đấu: Miyazawa Hinata (Nhật Bản) Trợ lý trọng tài: Lucie Ratajová (Cộng hòa Séc) Polyxeni Irodotou (Síp) Trọng tài thứ tư: Anahí Fernández (Uruguay) Trọng tài video: Massimiliano Irrati (Ý) Trợ lý trọng tài video: Salomé Di Iorio (Argentina) Trợ lý trọng tài video (việt vị): Franca Overtoom (Hà Lan) |

### Nhật Bản vs Costa Rica
| Nhật Bản                 | 2–0      | Costa Rica |
| ------------------------ | -------- | ---------- |
| - Naomoto 25' - Aoba 27' | Chi tiết |            |

| Nhật Bản | Costa Rica |

| GK               | 1  | Yamashita Ayaka  |  |       |
| CB               | 5  | Miyake Shiori    |  |       |
| CB               | 4  | Kumagai Saki (c) |  |       |
| CB               | 3  | Minami Moeka     |  |       |
| RM               | 2  | Shimizu Risa     |  | 90+1' |
| CM               | 16 | Hayashi Honoka   |  | 74'   |
| CM               | 8  | Naomoto Hikaru   |  | 74'   |
| CM               | 14 | Hasegawa Yui     |  |       |
| LM               | 6  | Sugita Hina      |  |       |
| CF               | 15 | Fujino Aoba      |  | 59'   |
| CF               | 11 | Tanaka Mina      |  | 59'   |
| Thay người:      |    |                  |  |       |
| MF               | 7  | Miyazawa Hinata  |  | 59'   |
| FW               | 9  | Ueki Riko        |  | 59'   |
| MF               | 10 | Nagano Fuka      |  | 74'   |
| DF               | 17 | Seike Kiko       |  | 74'   |
| DF               | 19 | Moriya Miyabi    |  | 90+1' |
| Huấn luyện viên: |    |                  |  |       |
| Ikeda Futoshi    |    |                  |  |       |

| GK               | 23 | Daniela Solera         |     |     |
| CB               | 20 | Fabiola Villalobos     |     |     |
| CB               | 4  | Mariana Benavides      |     |     |
| CB               | 2  | Gabriela Guillén       |     | 46' |
| RM               | 3  | María Coto             |     |     |
| CM               | 16 | Katherine Alvarado (c) |     |     |
| CM               | 15 | Cristín Granados       |     | 64' |
| LM               | 12 | María Paula Elizondo   |     |     |
| RF               | 7  | Melissa Herrera        |     |     |
| CF               | 9  | María Paula Salas      |     | 76' |
| LF               | 14 | Priscila Chinchilla    | 86' |     |
| Thay người:      |    |                        |     |     |
| MF               | 10 | Gloriana Villalobos    |     | 46' |
| MF               | 11 | Raquel Rodríguez       |     | 64' |
| MF               | 21 | Sheika Scott           |     | 76' |
| Huấn luyện viên: |    |                        |     |     |
| Amelia Valverde  |    |                        |     |     |

| Cầu thủ xuất sắc của trận đấu: Naomoto Hikaru (Nhật Bản) Trợ lý trọng tài: Francesca Di Monte (Ý) Mihaela Țepușă (România) Trọng tài thứ tư: Myriam Marcotte (Canada) Trọng tài video: Massimiliano Irrati (Ý) Trợ lý trọng tài video: Salomé di Iorio (Argentina) Trợ lý trọng tài video (việt vị): Sian Massey-Ellis (Anh) |

### Tây Ban Nha vs Zambia
| Tây Ban Nha                                        | 5–0      | Zambia |
| -------------------------------------------------- | -------- | ------ |
| - Teresa 9' - Jennifer 13', 70' - Redondo 69', 85' | Chi tiết |        |

| Tây Ban Nha | Zambia |

| GK               | 1  | Misa Rodríguez       |  |     |
| RB               | 2  | Ona Batlle           |  | 46' |
| CB               | 4  | Irene Paredes        |  |     |
| CB               | 5  | Ivana Andrés (c)     |  |     |
| LB               | 19 | Olga Carmona         |  |     |
| DM               | 3  | Teresa Abelleira     |  |     |
| CM               | 6  | Aitana Bonmatí       |  | 61' |
| CM               | 11 | Alexia Putellas      |  | 46' |
| RF               | 18 | Salma Paralluelo     |  | 46' |
| CF               | 10 | Jennifer Hermoso     |  |     |
| LF               | 8  | Mariona Caldentey    |  | 83' |
| Thay người:      |    |                      |  |     |
| FW               | 17 | Alba Redondo         |  | 46' |
| DF               | 12 | Oihane Hernández     |  | 46' |
| FW               | 15 | Eva Navarro          |  | 46' |
| MF               | 7  | Irene Guerrero       |  | 61' |
| FW               | 22 | Athenea del Castillo |  | 83' |
| Huấn luyện viên: |    |                      |  |     |
| Jorge Vilda      |    |                      |  |     |

| GK               | 18 | Eunice Sakala      |        |     |
| RB               | 8  | Margaret Belemu    |        |     |
| CB               | 15 | Agness Musase      |        |     |
| CB               | 3  | Lushomo Mweemba    |        | 76' |
| LB               | 13 | Martha Tembo       | 90+10' |     |
| DM               | 4  | Susan Banda        |        | 37' |
| CM               | 14 | Ireen Lungu        |        |     |
| CM               | 12 | Evarine Katongo    |        | 76' |
| RF               | 17 | Racheal Kundananji |        |     |
| CF               | 11 | Barbra Banda (c)   |        |     |
| LF               | 19 | Siomala Mapepa     |        | 37' |
| Thay người:      |    |                    |        |     |
| MF               | 6  | Mary Wilombe       |        | 37' |
| MF               | 21 | Avell Chitundu     |        | 37' |
| FW               | 7  | Ochumba Lubandji   | 90+1'  | 76' |
| DF               | 23 | Vast Phiri         |        | 76' |
| Huấn luyện viên: |    |                    |        |     |
| Bruce Mwape      |    |                    |        |     |

| Cầu thủ xuất sắc của trận đấu: Jennifer Hermoso (Tây Ban Nha) Trợ lý trọng tài: Lee Seul-gi (Hàn Quốc) Park Mi-suk (Hàn Quốc) Trọng tài thứ tư: Ivana Martinčić (Croatia) Trọng tài video: Muhammad Taqi (Singapore) Trợ lý trọng tài video: Abdulla Al-Marri (Qatar) Trợ lý trọng tài video (việt vị): Ella De Vries (Bỉ) |

### Nhật Bản vs Tây Ban Nha
| Nhật Bản                                  | 4–0      | Tây Ban Nha |
| ----------------------------------------- | -------- | ----------- |
| - Hinata 12', 40' - Ueki 29' - Tanaka 82' | Chi tiết |             |

| Nhật Bản | Tây Ban Nha |

| GK               | 1  | Yamashita Ayaka  |  |     |
| CB               | 12 | Takahashi Hana   |  |     |
| CB               | 4  | Kumagai Saki (c) |  |     |
| CB               | 3  | Minami Moeka     |  |     |
| RM               | 2  | Shimizu Risa     |  | 59' |
| CM               | 10 | Nagano Fuka      |  | 59' |
| CM               | 16 | Hayashi Honoka   |  |     |
| LM               | 13 | Endo Jun         |  | 85' |
| RF               | 8  | Naomoto Hikaru   |  |     |
| CF               | 9  | Ueki Riko        |  | 67' |
| LF               | 7  | Miyazawa Hinata  |  | 46' |
| Thay người:      |    |                  |  |     |
| MF               | 15 | Fujino Aoba      |  | 46' |
| DF               | 19 | Moriya Miyabi    |  | 59' |
| MF               | 14 | Hasegawa Yui     |  | 59' |
| FW               | 11 | Tanaka Mina      |  | 67' |
| MF               | 6  | Sugita Hina      |  | 85' |
| Huấn luyện viên: |    |                  |  |     |
| Ikeda Futoshi    |    |                  |  |     |

| GK               | 1  | Misa Rodríguez    |       |     |
| RB               | 2  | Ona Batlle        |       |     |
| CB               | 4  | Irene Paredes     |       |     |
| CB               | 20 | Rocío Gálvez      |       |     |
| LB               | 19 | Olga Carmona (c)  | 45+1' | 46' |
| DM               | 3  | Teresa Abelleira  |       | 72' |
| CM               | 6  | Aitana Bonmatí    |       |     |
| CM               | 11 | Alexia Putellas   |       | 62' |
| RF               | 18 | Salma Paralluelo  |       | 82' |
| CF               | 10 | Jennifer Hermoso  |       |     |
| LF               | 8  | Mariona Caldentey |       | 62' |
| Thay người:      |    |                   |       |     |
| DF               | 12 | Oihane Hernández  | 89'   | 46' |
| FW               | 15 | Eva Navarro       |       | 62' |
| FW               | 17 | Alba Redondo      |       | 62' |
| MF               | 21 | Claudia Zornoza   |       | 72' |
| FW               | 9  | Esther González   |       | 82' |
| Huấn luyện viên: |    |                   |       |     |
| Jorge Vilda      |    |                   |       |     |

| Cầu thủ xuất sắc của trận đấu: Miyazawa Hinata (Nhật Bản) Trợ lý trọng tài: Kathryn Nesbitt (Hoa Kỳ) Felisha Mariscal (Hoa Kỳ) Trọng tài thứ tư: Myriam Marcotte (Canada) Trọng tài video: Drew Fischer (Canada) Trợ lý trọng tài video: Armando Villarreal (Hoa Kỳ) Trợ lý trọng tài video (việt vị): Mariana de Almeida (Argentina) |

### Costa Rica vs Zambia
| Costa Rica  | 1–3      | Zambia                                                 |
| ----------- | -------- | ------------------------------------------------------ |
| Melissa 47' | Chi tiết | - Mweemba 3' - B. Banda 31' (ph.đ.) - Kundananji 90+3' |

| Costa Rica | Zambia |

| GK               | 23 | Daniela Solera         |     |       |
| CB               | 20 | Fabiola Villalobos     |     |       |
| CB               | 4  | Mariana Benavides      | 21' |       |
| CB               | 5  | Valeria del Campo      | 23' |       |
| RM               | 3  | María Coto             |     |       |
| CM               | 10 | Gloriana Villalobos    |     | 72'   |
| CM               | 16 | Katherine Alvarado (c) | 6'  | 90+1' |
| LM               | 11 | Raquel Rodríguez       |     |       |
| RF               | 7  | Melissa Herrera        |     |       |
| CF               | 21 | Sheika Scott           |     | 85'   |
| LF               | 14 | Priscila Chinchilla    |     |       |
| Thay người:      |    |                        |     |       |
| FW               | 9  | María Paula Salas      |     | 72'   |
| MF               | 13 | Emilie Valenciano      |     | 85'   |
| MF               | 19 | Alexandra Pinell       |     | 90+1' |
| Huấn luyện viên: |    |                        |     |       |
| Amelia Valverde  |    |                        |     |       |

| GK               | 1  | Catherine Musonda  |     |       |
| RB               | 8  | Margaret Belemu    |     |       |
| CB               | 15 | Agness Musase      |     |       |
| CB               | 3  | Lushomo Mweemba    |     |       |
| LB               | 13 | Martha Tembo       | 40' |       |
| DM               | 4  | Susan Banda        |     |       |
| CM               | 20 | Hellen Chanda      |     | 90+9' |
| CM               | 12 | Evarine Katongo    |     | 74'   |
| RF               | 21 | Avell Chitundu     |     | 85'   |
| CF               | 11 | Barbra Banda (c)   | 66' |       |
| LF               | 17 | Racheal Kundananji |     |       |
| Thay người:      |    |                    |     |       |
| MF               | 6  | Mary Wilombe       |     | 74'   |
| MF               | 19 | Siomala Mapepa     |     | 85'   |
| MF               | 9  | Hellen Mubanga     |     | 90+9' |
| Huấn luyện viên: |    |                    |     |       |
| Bruce Mwape      |    |                    |     |       |

| Cầu thủ xuất sắc của trận đấu: Barbra Banda (Zambia) Trợ lý trọng tài: Fatiha Jermoumi (Maroc) Soukaina Hamdi (Maroc) Trọng tài thứ tư: Kim Yu-jeong (Hàn Quốc) Trọng tài video: Adil Zourak (Maroc) Trợ lý trọng tài video: Abdulla Al-Marri (Qatar) Trợ lý trọng tài video (việt vị): Sian Massey-Ellis (Anh) |

## Kỷ luật của bảng đấu
Điểm kỷ luật sẽ được sử dụng như một tiêu chí xếp hạng nếu thành tích chung cuộc và thành tích đối đầu của các đội bằng nhau. Điểm này được tính dựa trên số thẻ vàng và thẻ đỏ nhận được trong tất cả các trận đấu vòng bảng như sau:
- thẻ vàng thứ nhất: trừ 1 điểm;
- thẻ đỏ gián tiếp (thẻ vàng thứ hai): trừ 3 điểm;
- thẻ đỏ trực tiếp: trừ 4 điểm;
- thẻ vàng và thẻ đỏ trực tiếp: trừ 5 điểm;

Chỉ một trong số các khoản trừ trên được áp dụng cho một cầu thủ trong một trận đấu duy nhất.
| Đội         | Trận 1   | Trận 1                                    | Trận 1 | Trận 1            | Trận 2   | Trận 2                                    | Trận 2 | Trận 2            | Trận 3   | Trận 3                                    | Trận 3 | Trận 3            | Điểm |
| Đội         | Thẻ vàng | Thẻ vàng · Thẻ vàng-đỏ (thẻ đỏ gián tiếp) | Thẻ đỏ | Thẻ vàng · Thẻ đỏ | Thẻ vàng | Thẻ vàng · Thẻ vàng-đỏ (thẻ đỏ gián tiếp) | Thẻ đỏ | Thẻ vàng · Thẻ đỏ | Thẻ vàng | Thẻ vàng · Thẻ vàng-đỏ (thẻ đỏ gián tiếp) | Thẻ đỏ | Thẻ vàng · Thẻ đỏ | Điểm |
| ----------- | -------- | ----------------------------------------- | ------ | ----------------- | -------- | ----------------------------------------- | ------ | ----------------- | -------- | ----------------------------------------- | ------ | ----------------- | ---- |
| Nhật Bản    |          |                                           |        |                   |          |                                           |        |                   |          |                                           |        |                   | 0    |
| Tây Ban Nha |          |                                           |        |                   |          |                                           |        |                   | 2        |                                           |        |                   | –2   |
| Costa Rica  |          |                                           |        |                   | 1        |                                           |        |                   | 3        |                                           |        |                   | –4   |
| Zambia      |          | 1                                         |        |                   | 2        |                                           |        |                   | 2        |                                           |        |                   | –7   |